# Ramón Vicuña Subercaseaux
Ramón Vicuña Subercaseaux;  (Santiago, 1 de diciembre de 1861 - 1 de enero de 1937). Fue un abogado y político liberal chileno. Hijo de Nemesio Vicuña Mackenna y  Manuela Subercaseaux Vicuña. Contrajo matrimonio con Manuela Herboso España
Realizó sus estudios en el Colegio de los Sagrados Corazones (1868-1881) y en la Universidad de Chile, donde juró como abogado (1885). Desempeñó su profesión y se dedicó además a la agricultura.
Miembro del Partido Liberal Democrático. 
Elegido Diputado por Temuco y Imperial (1891-1894). Formó parte de la comisión permanente de Educación y Beneficencia.